# 王孙贾 (齐国)
王孫賈，战国時代田齐人物。
王孫賈十五岁，事奉齊閔王。齊閔王在五国联军围攻时出走，王孫賈找不到齐王在哪里。他的母亲说：「你早出而晚归，我則倚門而望；你晚上出门而不還，我就倚閭而望。你现在事奉齐王，齐王出走，你不知他在哪里，你为什么就回来了？」王孫賈于是入于市中，说：「淖齒亂齊國，殺齊王，想要與我一起杀了他的，袒出右臂。」市中跟随他的有四百人，與他讨伐淖齒，将其刺殺。